# Doyle Lawson
Doyle Lawson, (Sullivan megye, 1944. április 20. –) amerikai bluegrass-, gospel-, mandolin-zenész, énekes.

## Pályafutása
A Lawson család 1954-ben Sneedville-be költözött. Lawson szombat esténként a Grand Ole Opry koncertjeit hallgatva nőtt fel. Itt hallotta Bill Monroe mandolinistát és zenekarát, a The Blue Grass Boys-t. Lawson tizenegyenéves kora körül kezdett érdeklődni a mandolinozás iránt. Apja kölcsönkért egy mandolint Willis Byrdtől, a család barátjától, zenésztársától. Doyle rádiót és lemezeket hallgatva, alkalmanként tévéműsorokat nézve tanult meg mandolinozni. Később gitározni és bendzsózni is megtanult.
1963-ban Lawson Nashville-be ment bendzsózni Jimmy Martinnal és a Sunny Mountain Boys-szal. 1966-ban kezdett játszani J. D. Crowe-val és a Kentucky Mountain Boys-szal (később New South) Lexingtonban. 1969-ben hat hónapig Jimmy Martinnal mandolinozott és énekelt, majd 1971 augusztusáig ismét Crowe-val játszott. 1971 szeptemberében elkezdett játszani a The Country Gentlemennel, és közel nyolc évig tagja volt a zenekarnak. 1979 márciusában Lawson kilépett a Country Gentlemenből azzal a szándékkal, hogy zenekart teremtsen.
Egy hónapon belül megalapította a Lawson & Foxfire együttest. A zenekar nevét hamarosan Doyle Lawson and Quicksilverre változtatták. 1981-ben Lawson kiadta a „Rock My Soul” című albumot, amely mérföldkővé vált a bluegrass-gospel projektben. Ezután Randy Grahammel a zenekar felvette második gospel albumát. Személyi változások után folytatták a fellépéseket. 1989-ben a zenekar elnyerte a „Song of the Year” díjat az International Bluegrass Music Awards díjat a „Little Mountain Church House” című számmal. 1997-ben a There a „Light Guiding Me” c. albumot jelölték a 39. éves Grammy-díjra a „Legjobb bluegrass gospel album” kategóriában.
Az évek során rendszeresen turnéztak koncertekkel és más zenei eseményekkel. Lawson és a Quicksilver 2001-ben, majd 2015-ben is felléptek a kanadai Ontarióban, a Tottenham Bluegrass Fesztiválon.
Lawson számos dalt és dallamot komponált a zenekarnak. „Rosine” című instrumentális száma Monroe szülőhelye előtt tiszteleg.

## Albumok
- 1977: Tennessee Dream
- 1979: Doyle Lawson & Quicksilver
- 1981: Heavenly Treasures
- 1981: Quicksilver Rides Again
- 1981: Rock My Soul
- 1985: Once and for Always
- 1986: Beyond the Shadows
- 1987: The News Is Out
- 1988: Heaven's Joy Awaits
- 1988: Hymn Time in the Country
- 1988: I'll Wander Back Someday
- 1989: I Heard the Angels Singing
- 1990: My Heart Is Yours
- 1991: Merry Christmas from Our House to Your House
- 1992: Pressing on Regardless
- 1992: Treasures Money Can't Buy
- 1995: Doyle Lawson with Bobby Hicks & Jerry Douglas
- 1995: Never Walk Away
- 1996: There's a Light Guiding Me
- 1997: Kept & Protected
- 1998: Gospel Radio Gems
- 1999: Original Band
- 1999: Winding Through Life
- 2000: Just Over in Heaven
- 2001: Gospel Parade
- 2002: The Hard Game of Love
- 1994: Hallelujah in My Heart
- 1994: Thank God
- 2005: You Gotta Dig a Little Deeper
- 2006: He Lives in Me
- 2007: More Behind the Picture Than the Wall
- 2008: Help Is On the Way
- 2009: Lonely Street
- 2010: Light On My Feet, Ready to Fly
- 2011: Drive Time
- 2012: Sing Me a Song About Jesus
- 2013: Roads Well Traveled
- 2014: Open Carefully, Message Inside
- 2015: In Session
- 2016: Burden Bearer
- 2017: Life is a Story

## Díjak
- 2012: International Bluegrass Music Hall of Fame(wd)

## Fordítás
- Ez a szócikk részben vagy egészben  a   Doyle Lawson című holland Wikipédia-szócikk ezen változatának fordításán alapul.  Az eredeti cikk szerkesztőit annak laptörténete sorolja fel. Ez a jelzés csupán a megfogalmazás eredetét és a szerzői jogokat jelzi, nem szolgál a cikkben szereplő információk forrásmegjelöléseként.